# Sus scrofa nigripes
Sus scrofa nigripes is een ondersoort van het wild zwijn, die voorkomt in Midden-Azië, Kazachstan, oostelijke Tiensjan, westelijk Mongolië, Kaxgar en misschien ook in Afghanistan en zuidelijk Iran. 
Een lichtgekleurde ondersoort met zwarte poten die, hoewel gevarieerd in grootte, over het algemeen vrij groot is; de traanbeenderen en de gezichtsregio van de schedel zijn korter dan die van het Centraal-Europees wild zwijn en Karpatisch wild zwijn.